# Podel'niki
Podel'niki (Подельники) è un film del 2022 diretto da Jevgenij Grigor'ev.

## Trama
Un bambino di 10 anni, Il'ja, vive in un villaggio con suo padre, che è stato improvvisamente ucciso. L'autore del reato è rimasto impunito e nessuno si preoccupa di trovare l'assassino, tranne un ragazzo che cercherà di far luce sull'omicidio.